# إرمينيو أزارو
إرمينيو أزارو (مواليد 12 يناير 1948) لاعب وثب عالي إيطالي سابق فاز بالميدالية البرونزية في بطولة كأس الامم الأوروبية عام 1969. فاز بلقب الوثب العالي الوطني ست مرات: أربع مرات بين عامي (1966 ، 1969–71) ومرتين داخل الصالات بين عامي (1970-1971).
زوجته سارا سيميوني وابنه روبرتو هم أيضا لاعبين دوليين في لاعب الوثب عالي.

## روابط خارجية
- إرمينيو أزارو على موقع الاتحاد الدولي لألعاب القوى (الإنجليزية)